# OpenELEC
OpenELEC (abreviación de Open Embedded Linux Entertainment Center) es una distribución Linux diseñada para HTPCs y basada en el reproductor de medios Kodi.
OpenElec aplica el principio JeOS. Está diseñado para consumir relativamente pocos recursos y arrancar rápidamente desde la memoria Flash. También está disponible una imagen de disco para Raspberry Pi.
El 5 de mayo de 2014 el equipo de OpenELEC lanzó la versión 4.0 que incluía una actualización de XBMC 13.0 así como la versión 3.14 del núcleo de Linux y controladores de dispositivos actualizados.
En marzo de 2016 OpenELEC fue bifurcado tras "diferencias creativas", lo que llevó a la mayoría de sus desarrolladores activos en ese momento a unirse al nuevo proyecto LibreELEC. El proyecto OpenELEC ha dejado de desarrollarse desde junio de 2017.

## Descripción
OpenELEC proporciona un completo conjunto de aplicaciones de software para centro multimedia que incorpora una versión preconfigurada de XBMC y add ons de terceros con emuladores de consolas de videojuegos de estilo retro y plug-ins para DVR. OpenELEC es una distribución de Linux extremadamente ligera y de arranque muy rápido diseñada principalmente para arrancar desde tarjetas de memoria Flash, tales como CompactFlash o desde SSD; del mismo modo que la distribución XBMCbuntu (anteriormente conocida como XBMC Live) pero especialmente orientada a dispositivos decodificadores de televisión con especificaciones de hardware mínimas basadas en SoCs ARM o en gráficos y procesadores Intel x86.

## Historia
Desde 2011, el equipo de OpenELEC lanza cada año una versión con cambios significativos, siguiendo el calendario de lanzamiento de XBMC.
En la versión 3 se actualizó XBMC a XBMC Frodo y se corrigieron algunas incidencias detectadas en la primera fase de desarrollo (Release candidate), además de llevarse a cabo actualizaciones adicionales de controladores de dispositivos.
Desde 2014 algunas versiones específicas que soportand determinados chipsets gráficos o GPUs (como ION, Fusion, etc) se desaconsejan por obsoletas. Desde la versión 6, no se harán compilaciones para sistemas x86. Están disponibles versiones para sistemas x86-64 (como versión genérica), Raspberry Pi y la primera generación de Apple TV.
| Versión            | Fecha de lanzamiento     | Versión XBMC         | Versión de núcleo |
| ------------------ | ------------------------ | -------------------- | ----------------- |
| 1.0                | 20 de octubre de 2011    | 10.1 (Dharma)        |                   |
| 2.0                | 16 de octubre de 2012    | 11.0 (Eden)          | 3.2.31            |
| 3.0.0              | 24 de marzo de 2013      | 12.1 (Frodo)         |                   |
| 3.0.6              | 15 de junio de 2013      | 12.1 (Frodo)         |                   |
| 3.2                | 13 de septiembre de 2013 | 12.2 (Frodo)         | 3.10              |
| 3.2.1              | 28 de septiembre de 2013 | 12.2 (Frodo)         | 3.10.13           |
| 3.2.2              | 1 de octubre de 2013     | 12.2 (Frodo)         |                   |
| 3.2.3              | 17 de octubre de 2013    | 12.2 (Frodo)         | 3.10.16           |
| 3.2.4              | 28 de noviembre de 2013  | 12.2 (Frodo)         | 3.10.20           |
| 4.0                | 5 de mayo de 2014        | 13.0 (Gotham)        | 3.14              |
| 4.0.1              | 14 de mayo de 2014       | 13.1 beta 1 (Gotham) | 3.14.4            |
| 4.0.2              | 19 de mayo de 2014       | 13.1 beta 2 (Gotham) | 3.14.4            |
| 4.0.3              | 28 de mayo de 2014       | 13.1 RC1 (Gotham)    | 3.14.4            |
| 4.0.4              | 4 de junio de 2014       | 13.1 Final (Gotham)  | 3.14.5            |
| 4.0.5              | 14 de junio de 2014      | 13.1 Final (Gotham)  | 3.14.7            |
| 4.0.6              | 25 de junio de 2014      | 13.1 Final (Gotham)  | 3.14.8            |
| 4.0.7              | 9 de julio de 2014       | 13.1 Final (Gotham)  | 3.14.11           |
| 4.1.1 (4.2 beta 1) | 16 de julio de 2014      | 13.2 beta 1 (Gotham) | 3.15.5            |
| 4.1.2 (4.2 beta 2) | 23 de julio de 2014      | 13.2 beta 2 (Gotham) | 3.15.6            |
| 4.1.3 (4.2 beta 3) | 8 de agosto de 2014      | 13.2 beta 3 (Gotham) | 3.16              |
| 5.0                | 28 de diciembre de 2014  | 14.0 (Helix)         | 3.17.7            |